# Verschwinden einer Beechcraft Model 18 bei Dieppe 1948
Das Verschwinden einer Beechcraft Model 18 bei Dieppe 1948 ereignete sich am 8. November 1948. An diesem Tag ging eine Beechcraft Model 18/C18S der Escadrille Mercure Taxis Aériens, mit der ein Charterflug von Paris nach London durchgeführt werden sollte, über dem Ärmelkanal verloren. Bei dem Unfall wurden alle acht Insassen an Bord der Maschine getötet.

## Maschine
Bei der betroffenen Maschine handelte es sich um eine 1944 gebaute Beechcraft UC-45F (USAAF-Seriennummer 43-35726, Werknummer 6336), die etwa dem zivilen Model C18S entsprach. Noch im gleichen Jahr wurde sie an die Royal Air Force im Mittleren Osten überstellt. Ab dem 10. August 1948 führte die Maschine das Luftfahrzeugkennzeichen F-BGAF und wurde durch die Lufttaxigesellschaft Escadrille Mercure Taxis Aériens betrieben. Das zweimotorige Mehrzweckflugzeug war mit zwei Sternmotoren des Typs Pratt & Whitney R-985-AN-1 Wasp Junior ausgestattet, die jeweils 336 kW Leistung hatten.

## Passagiere und Besatzung
Bei den Passagieren der Maschine handelte es sich um mehrere Mitglieder der tschechoslowakischen Eishockey-Nationalmannschaft, und zwar Ladislav Troják, Karel Stibor, Zdeněk Švarc, Vilibald Šťovík, Miloslav Pokorný sowie Zdeněk Jarkovský. Die Besatzung bestand aus dem 36-jährigen Gründer der Fluggesellschaft und Flugkapitän René de Narbonne, der über 3.000 Stunden Flugerfahrung verfügte. Es befand sich darüber hinaus als weiteres Besatzungsmitglied ein Bordfunker an Bord.

## Unfallhergang
Aufgrund eines Streiks der Air France an diesem Tag waren alle Flüge von Paris nach London abgesagt worden. In der Folge saß die tschechoslowakische Eishockey-Nationalmannschaft in Paris fest. Da die Spieler zu WM-Vorbereitungsspielen nach Großbritannien reisen sollten, wurde beschlossen, ein Lufttaxi der Fluggesellschaft Escadrille Mercure Taxis Aériens für den Überflug nach London zu mieten. Da an diesem Tag widrige Wetterverhältnisse herrschten, weigerte sich der Gründer der Fluggesellschaft, René de Narbonne zunächst, den Flug durchzuführen, konnte aber schließlich doch noch überzeugt werden. Die Maschine startete um 16:38 Uhr zum Flug nach London-Croydon. Eine Stunde nach Beginn des Fluges überquerte die Maschine gerade bei Nebel den Ärmelkanal, als der Kapitän mit der Maschine eine Kurve flog, möglicherweise, um aufgrund des schlechten Wetters nach Paris oder Cherbourg umzukehren. Dabei ging die Kontrolle über die Maschine verloren, die gegen 17:39 Uhr bei Dieppe ins Meer stürzte. Alle acht Insassen der Maschine starben. Nach dem Unfall wurde eine Such- und Bergungsaktion eingeleitet, die jedoch nach einigen Tagen abgebrochen wurde, ohne dass die Maschine oder deren Insassen aufgefunden werden konnten. Etwa ein Jahr nach dem Unfall wurden bei Dieppe menschliche Überreste an den Strand gespült. Die Untersuchung ließ darauf schließen, dass es sich dabei um die Überreste des Flugkapitäns handelte.